# Chiesa cattolica a Taiwan

Mappa delle circoscrizioni ecclesiastiche cattoliche di Taiwan

La Chiesa cattolica a Taiwan è parte della Chiesa cattolica, sotto la guida spirituale del papa e della Santa Sede.

## Storia
L'isola di Taiwan ha fatto parte di una giurisdizione territoriale ecclesiastica della Chiesa cattolica dal 1514, quando venne inclusa nella diocesi di Funchal come giurisdizione missionaria. Nel 1576 venne istituita la prima diocesi cinese a Macao, che includeva sia Taiwan che buona parte della Cina. Dal XVI al XIX secolo la diocesi fu suddivisa più volte, e Taiwan fece parte in successione delle diocesi di Nanchino (1660), Fukien (1696) e Amoy-Hsiamen (1883). Nel 1913 fu istituita la prefettura apostolica dell'Isola di Formosa, staccandola dalla diocesi di Amoy. Prese il nome di Kaohsiung nel 1949.
I cattolici sull'isola sono stimati fra l'1,5 e il 2% della popolazione.
La Chiesa cattolica ha una sua università nel paese: l'Università Cattolica Fu Jen.

## Organizzazione ecclesiastica
La Chiesa cattolica è presente nel Paese con 1 sede metropolitana, 6 diocesi suffraganee e 1 amministrazione apostolica:
- Arcidiocesi di Taipei (arcidiocesi dal 1952, istituita nel 1949)
  - Diocesi di Hsinchu (istituita nel 1961)
  - Diocesi di Hwalien (istituita nel 1963)
  - Diocesi di Kaohsiung (istituita nel 1913)
  - Diocesi di Kiayi (istituita nel 1952)
  - Diocesi di Taichung (istituita nel 1962)
  - Diocesi di Tainan (istituita nel 1961)

L'amministrazione apostolica delle isole Kinmen o Quemoy e Matsu, che è parte della diocesi di Xiamen nella Cina continentale, è affidata agli arcivescovi di Taipei.

## Rapporti tra Taiwan e la Santa Sede
La Santa Sede, in rappresentanza dello Stato della Città del Vaticano, è uno dei dodici governi che riconoscono la Repubblica di Cina-Taiwan come governo legittimo.
Dopo la presa del potere da parte di Mao Zedong (1949) furono troncati i rapporti ufficiali tra Pechino ed il Vaticano. Nel settembre 1951 l'internunzio apostolico per la Cina, Antonio Riberi, venne espulso, e si rifugiò inizialmente a Hong Kong (fino al 1997 colonia britannica), e poi dal 1952 a Taiwan.
L'internunziatura è stata elevata a nunziatura apostolica il 24 dicembre 1966 con il breve Quae sacra di papa Paolo VI, con sede a Taipei; il nome ufficiale è "nunziatura apostolica nella Repubblica di Cina" e teoricamente estende la sua giurisdizione anche sulla Cina continentale, essendo il governo di Taiwan l'unico riconosciuto dalla Santa Sede.
Dopo la sostituzione all'ONU dei rappresentanti della Repubblica di Cina con quelli della Repubblica popolare nel 1971, non sono più stati nominati nunzi per la Cina ma soltanto incaricati d'affari. Il cardinale Angelo Sodano, quando ancora ricopriva l'incarico di Segretario di Stato, affermò che, qualora il governo cinese lo permettesse, la nunziatura potrebbe nuovamente essere reintegrata a Pechino.

### Internunzi apostolici
- Antonio Riberi † (5 luglio 1946 - 19 febbraio 1959 nominato nunzio apostolico in Irlanda)
- Giuseppe Caprio † (20 maggio 1959 - 24 dicembre 1966 nominato pro-nunzio apostolico)

### Nunzi apostolici
- Giuseppe Caprio † (24 dicembre 1966 - 22 agosto 1967 nominato pro-nunzio apostolico in India)
- Luigi Accogli † (16 ottobre 1967 - 29 settembre 1970 nominato nunzio apostolico in Ecuador)
- Edward Idris Cassidy † (27 ottobre 1970 - 31 gennaio 1973 nominato pro-nunzio apostolico in Bangladesh)
  - Francesco Colasuonno † (2 agosto 1972 - 6 dicembre 1974 nominato delegato apostolico in Mozambico) (incaricato d'affari)
  - Thomas Anthony White † (dicembre 1974 - 27 maggio 1978 nominato nunzio apostolico in Ruanda) (incaricato d'affari)
  - Paolo Giglio † (12 luglio 1978 - 4 aprile 1986 nominato nunzio apostolico in Nicaragua) (incaricato d'affari)
  - Piero Biggio † (6 aprile 1986 - 10 dicembre 1988 nominato pro-nunzio apostolico in Bangladesh) (incaricato d'affari)
  - Adriano Bernardini (22 gennaio 1988 - 20 agosto 1992 nominato nunzio apostolico in Bangladesh) (incaricato d'affari)
  - Juliusz Janusz (25 agosto 1992 - 25 marzo 1995 nominato nunzio apostolico in Ruanda) (incaricato d'affari)
  - Joseph Chennoth † (26 aprile 1995 - 24 agosto 1999 nominato nunzio apostolico in Ciad e nella Repubblica Centrafricana) (incaricato d'affari)
  - Adolfo Tito Yllana (20 settembre 1999 - 13 dicembre 2001 nominato nunzio apostolico in Papua Nuova Guinea) (incaricato d'affari)
  - James Patrick Green (18 gennaio 2002 - 2003 nominato officiale della Segreteria di Stato) (incaricato d'affari)
  - Ambrose Madtha † (11 febbraio 2003 - 8 maggio 2008 nominato nunzio apostolico in Costa d'Avorio) (incaricato d'affari)
  - Paul Fitzpatrick Russell (2008 - 19 marzo 2016 nominato nunzio apostolico in Turchia e Turkmenistan) (incaricato d'affari)
    - Slađan Ćosić (19 marzo 2016 - 10 agosto 2019) (pro-incaricato d'affari)

  - Arnaldo Catalan (10 agosto 2019 - 31 gennaio 2022 nominato nunzio apostolico in Ruanda) (incaricato d'affari)
    - Stefano Mazzotti, dal 19 luglio 2022 (pro-incaricato d'affari)

## Conferenza episcopale
La conferenza dei vescovi cinesi è stata istituita il 21 aprile 1967. Il 1º aprile 1998 ha mutato di nome in Conferenza episcopale regionale cinese:
Elenco dei presidenti della Conferenza episcopale:
- Arcivescovo Joseph Guo Ruo-shi (Kuo Joshih), C.D.D. (1967 - 13 aprile 1971)
- Cardinale Paul Yü Pin (13 aprile 1971 - 16 agosto 1978)
- Arcivescovo Joseph Guo Ruo-shi (Kuo Joshih), C.D.D. (1978 - 19 aprile 1979)
- Arcivescovo Matthew Kia Yen-wen (19 aprile 1979 - aprile 1983)
- Arcivescovo Stanislaus Lo Guang (Lokuang) (aprile 1983 - aprile 1987)
- Cardinale Paul Shan Kuo-hsi, S.I. (aprile 1987 - 2006)
- Arcivescovo John Hung Shan-chuan, S.V.D. (27 novembre 2007 - 1º luglio 2020)
- Vescovo John Baptist Lee Keh-mien, dal 1º luglio 2020

Elenco dei pro-presidenti della Conferenza episcopale:
- Arcivescovo Joseph Ti Kang (10 aprile 1999 - 25 aprile 2003)
- Arcivescovo Joseph Cheng Tsai-fa (25 aprile 2003 - 28 marzo 2008)

Elenco dei vicepresidenti della Conferenza episcopale:
- Arcivescovo Joseph Guo Ruo-shi (Kuo Joshih), C.D.D. (13 aprile 1971 - 1978)
- Vescovo Paul Cheng Shi-guang (Ch'eng Shih-kuang) (19 aprile 1979 - aprile 1983)
- Arcivescovo Matthew Kia Yen-wen (aprile 1983 - 18 aprile 1991)
- Arcivescovo Joseph Ti Kang (18 aprile 1991 - 10 aprile 1999)
  - Titolo sostituito con quello di pro-presidente
- Arcivescovo Peter Liu Cheng-chung (28 marzo 2008 - 1º luglio 2020)
- Arcivescovo Thomas Chung An-zu, dal 1º luglio 2020

Elenco dei segretari generali della Conferenza episcopale:
- Presbitero Alphonse Van Buggenhout, C.I.C.M. (1967 - 1970)
- Monsignore Kuo Fan (1970 - 13 aprile 1971)
- Vescovo Matthew Kia Yen-wen (13 aprile 1971 - 20 maggio 1975)
- Vescovo Joseph Ti Kang (20 maggio 1975 - 19 aprile 1979)
- Vescovo Joseph Wang Yu-jung (19 aprile 1979 - 18 aprile 1991)
- Vescovo Leonard Xu Ying-fa (Hsu Ying-fa), O.F.M. (18 aprile 1991 - 20 aprile 1995)
- Presbitero John Baptist Wu (20 aprile 1995 - 25 aprile 2003)
- Vescovo James Liu Tan-kuei (25 aprile 2003 - 1º agosto 2004)
- Presbitero John Chen (1º agosto 2004 - 18 dicembre 2007)
- Presbitero Joseph Cheng (18 dicembre 2007 - 27 aprile 2009)
- Presbitero Otfried Chen, dal 27 aprile 2009